# Aposphragisma monoceros
Aposphragisma monoceros – gatunek pająka z rodziny Oonopidae.
Gatunek ten został opisany w 2014 roku przez Martina Thomę na podstawie 3 samców odłowionych w 2009 roku w okolicy Kuala Belalong Field Study Centre.
Pająk o ciele długości od 1,66 do 1,71 mm. Zesklerotyzowane części ciała ma jednolicie prawie bursztynowe, a odnóża nieco jaśniejsze. Karapaks ma silnie siateczkowane boki, pojedynczy róg na tylnym brzegu części głowowej oraz jedną parę dwuzębnych kolców bocznych. Tylna krawędź karapaksu zaopatrzona jest w spiczaste ząbki. W widoku od góry tylny rząd oczu jest wygięty. Sternum jest grubo urzeźbione, tylko wzdłuż brzegów i na środkowym pasie gładkie. Pokrywy płucotchawek są duże, około 3-krotnie dłuższe niż szerokie, w obrysie eliptyczne. Opistosomę cechuje szrerokoowalna listewka przedkońcowa w grzbietowej części tarczy epigastrycznej, długa i półokrągła tarcza postepigastryczna oraz bardzo długie i ciemne szczecinki grzbietowe. Narząd kopulacyjny odznacza się szerokim wierzchołkiem konduktora, szpatułkowatym szczytem embolusa oraz obwarowanym włoskami wierzchołkiem kolca embolicznego.
Gatunek orientalny, znany tylko z brunejskiego dystryktu Temburong na Borneo. Poławiany w ściółce pierwotnego, dwuskrzydlowego lasu mieszanego.